# ProKarelia
ProKarelia est un groupe de pression irrédentiste finlandais, militant pour la restitution à la Finlande de la Carélie finlandaise, de Petsamo, de l'Ancien Salla et de certaines îles du golfe de Finlande, régions annexées par l'Union soviétique à la suite de la Seconde Guerre mondiale.

## Revendications

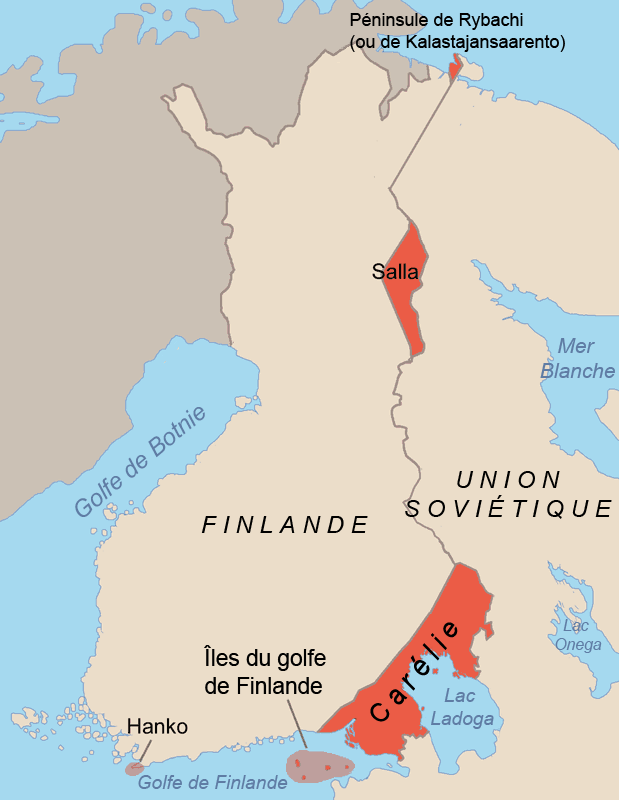
Territoires cédés à l'Union soviétique en 1940 à l'issue de la guerre d'Hiver, objets des revendications de ProKarelia.

Ces pertes territoriales, conséquences des traités de Moscou en 1940 et de Paris en 1947 et faisant suite à la Guerre d'Hiver et à la Guerre de Continuation, ont été convenues entre la Finlande et l'Union soviétique. Du point de vue de ProKarelia, l'Union soviétique ayant aujourd'hui disparu, ces traités sont caducs.
Comme préliminaire à cette démarche, ProKarelia milite pour la révocation des articles du traité de Paris de 1947 qui attribuent la responsabilité du déclenchement de la Guerre de Continuation à la Finlande.
ProKarelia milite également, dans l'attente de la restitution des territoires, pour l'indemnisation des personnes ayant fui les territoires annexés en 1940.

## Moyens
ProKarelia milite pour médiatiser la question carélienne au sein de la société finlandaise et en Europe. De son propre point de vue, les idées de ProKarelia n'impliquent aucun acte agressif ou violent, ni même la participation de l'association à des manifestations.
ProKarelia publie les pages de son site internet en huit langues. Le lobby envoie ses articles aux décideurs partout dans le monde. ProKarelia édite également un trimestriel, le Karelia Klubi.

## Personnalités
Les porte-paroles de ProKarelia sont Heikki A. Reenpää et Antero Siljola. Le groupe compte, parmi ses soutiens, des professeurs d'université, des généraux et des chercheurs[réf. nécessaire].

## Actions
En 2009, les activistes de ProKarelia ont tenté de bloquer la construction du gazoduc Nord Stream, devant relier la Russie et l'Allemagne. En déposant une plainte relative aux droits de passage sur les fonds marins entre la Finlande et l'Estonie, ProKarelia tente par-là d'obtenir une monnaie d'échange pour peser dans la balance des négociations futures pour un retour des territoires désormais russes dans le giron finlandais. Les autorisations d'exploitation n'ont jamais abouti, mais les manifestations de mauvaise foi de part et d'autre ont fortement médiatisé le sujet,.